# Sírhant művek
A Sírhant művek (eredeti angol címén Six Feet Under) egy amerikai televíziós sorozat, melyet eredetileg 2001-től 2005-ig sugároztak. A sorozat szülőatyjai Alan Ball, Robert Greenblatt és David Janollari. A sorozat egy családi ravatalozó, a  'Fisher & Sons' (később 'Fisher & Diaz') temetkezési vállalat köré épül. A sorozat napjainkban játszódik Los Angelesben.
Magyarországon a Viasat 3 tűzte műsorra 2003. szeptember 18-án.

## Stáb és karakterek
| Színész            | Karakter                    | Magyar hang         | Leírás |
| ------------------ | --------------------------- | ------------------- | --- |
| Peter Krause       | Nate Fisher                 | Galambos Péter      | Ruth és Nathaniel legidősebb fia; temetkezési vállalkozó (társtulajdonos, ügyvezető igazgató) a Fisher & Diaz-nál; Brenda Chenowith férje; Lisa Kimmel özvegye; Maya Fisher (Lisa-tól) és Willa Chenowith (Brenda-tól) apja. 40 évesen, 2005-ben agyi bajok miatt hal meg. |
| Michael C. Hall    | David Fisher                | Hujber Ferenc       | Ruth és Nathaniel középső gyermeke; temetkezési vállalkozó (társtulajdonos, ügyvezető igazgató) a Fisher & Diaz-nál; Nyíltan felvállalja homoszexualitását, Keith Charles afroamerikai rendőr férje; két örökbefogadott gyermek, Durrell és Anthony apja. 2044-ben, 70 évesen hal meg piknikezés közben, az Echo parkban. |
| Michael C. Hall    | David Fisher                | Kálloy Molnár Péter | Ruth és Nathaniel középső gyermeke; temetkezési vállalkozó (társtulajdonos, ügyvezető igazgató) a Fisher & Diaz-nál; Nyíltan felvállalja homoszexualitását, Keith Charles afroamerikai rendőr férje; két örökbefogadott gyermek, Durrell és Anthony apja. 2044-ben, 70 évesen hal meg piknikezés közben, az Echo parkban. |
| Michael C. Hall    | David Fisher                | Görög László        | Ruth és Nathaniel középső gyermeke; temetkezési vállalkozó (társtulajdonos, ügyvezető igazgató) a Fisher & Diaz-nál; Nyíltan felvállalja homoszexualitását, Keith Charles afroamerikai rendőr férje; két örökbefogadott gyermek, Durrell és Anthony apja. 2044-ben, 70 évesen hal meg piknikezés közben, az Echo parkban. |
| Frances Conroy     | Ruth Fisher                 | Bánsági Ildikó      | George Sibley és Nathaniel felesége; Nate, David és Claire anyja. 2025-ben, 79 évesen hal meg egy kórházban, családja körében. |
| Lauren Ambrose     | Claire Fisher               | Nemes Takách Kata   | Ruth és Nathaniel legkisebb gyermeke. A sorozat legutolsó montázsa, és az HBO honlapján található gyászjelentés szerint egy sikeres fényképész és tanár lett. Felesége, majd özvegye Ted Fairwellnek. 2085-ben, 101 évesen hal meg. |
| Rachel Griffiths   | Brenda Chenowith            | Radó Denise         | Margaret és Bernard Chenowith lánya; Billy nővére. Néhai shiatsu oktató, majd kognitív terapeuta. Barátnője, felesége, majd özvegye Nate Fishernek. Willa Fisher Chenowith édes-, Maya Fisher mostohaanyja. 2051-ben, 82 évesen hal meg. A harmadik évadban négy epizódban nem tűnik fel Griffiths (az őt alakító színésznő) terhessége miatt. A színésznő második terhességét beleírták a történetbe. Így Brenda 59 epizódban szerepel a 63-ból.                                                                  |
| Freddy Rodriguez   | Federico Diaz               | Kaszás Gergő        | Boncmester és halottpreparátor a Fisher & Sons-nál, majd emellett még temetkezési vállalkozó (társtulajdonos, ügyvezető igazgató) a Fisher & Diaznál Daviddel és Nate-tel; felesége Vanessa; Julio és Augusto apja. Először alkalmazottként kezdett a Fisher és Fiai-nál, majd csak később, 2005-ben társult be a vállalkozásba. 2049-ben, 75 évesen hal meg egy tengeri utazáson (valószínűleg szívrohamban). A sorozatból csak egy epizódból hiányzott (tehát 62 epizódban szerepelt), Federico története miatt. |
| Mathew St. Patrick | Keith Charles               | Király Attila       | Egykori Los Angeles-i afroamerikai rendőr, majd biztonsági őr; David férje; két örökbefogadott gyermek, Durrell és Anthony apja. 2029-ben, 61 évesen hal meg (lelövi egy rablóbanda, mialatt egy teherkocsiból rakodik ki). |
| James Cromwell     | George Sibley               | Szokolay Ottó       | Geológus/professzor; Ruth második férje; Brian, Maggie és Kyle apja. |
| Justina Machado    | Vanessa Diaz                | Makay Andrea        | Hivatásos nővér, a Bay Breeze Nursing Home néhai alkalmazottja. Federico felesége; Julio és Augusto anyja. |
| Richard Jenkins    | Nathaniel Samuel Fisher Sr. | Barbinek Péter      | A Fisher család atyja; a Fisher & Fiai Temetkezési Otthon alapítója és tulajdonosa, a 2000-ben bekövetkezett halálos autóbalesetéig. Ruth férje; Nate, David és Claire apja. |

## Epizódok
| Évad | Évad | Epizódok | Eredeti sugárzás | Eredeti sugárzás     | Eredeti adó |
| Évad | Évad | Epizódok | Évadpremier      | Évadfinálé           | Eredeti adó |
| ---- | ---- | -------- | ---------------- | -------------------- | ----------- |
|      | 1    | 13       | 2001. június 3.  | 2001. augusztus 19.  | HBO         |
|      | 2    | 13       | 2002. március 3. | 2002. június 2.      | HBO         |
|      | 3    | 13       | 2003. március 2. | 2003. június 1.      | HBO         |
|      | 4    | 12       | 2004. június 13. | 2004. szeptember 12. | HBO         |
|      | 5    | 12       | 2005. június 6.  | 2005. augusztus 21.  | HBO         |

## Magyar rajongói oldalak
- A sorozat első magyar rajongói oldala